# Prowincja Bắc Kạn
Bắc Kạn wymowaⓘ – prowincja Wietnamu, znajdująca się w północnej części kraju, w Regionie Północno-Wschodnim.

## Podział administracyjny
W skład prowincji Bắc Kạn wchodzi siedem dystryktów oraz jedno miasto.
- Miasta:

1. Bắc Kạn

- Dystrykty:

1. Ba Bể
2. Bạch Thông
3. Chợ Đồn
4. Chợ Mới
5. Na Rì
6. Ngân Sơn
7. Pác Nặm